# Thomas Mann
Paul Thomas Mann (Lübeck, 6 juni 1875 – Zürich, 12 augustus 1955) wordt beschouwd als een van de grootste Duitse schrijvers uit de twintigste eeuw. Tot zijn bekendste werken behoren de romans Buddenbrooks en De Toverberg en de novelle De dood in Venetië. Zijn werk werd sterk beïnvloed door dat van Goethe, Nietzsche en Schopenhauer. In 1929 kreeg hij de Nobelprijs voor Literatuur. Hij week in 1936 voor het Duitse naziregime uit naar Zwitserland, onder meer omdat zijn echtgenote, Katia Mann, als joodse gezien werd. Van 1939 tot 1952 woonde hij in de Verenigde Staten, waar hij uitgroeide tot een belangrijke exponent van de strijd tegen het fascisme, en daarna tot zijn dood opnieuw in Zwitserland.

## Leven en werk

### Eerste levensjaren
Thomas Mann was de zoon van de koopman Thomas Johann Heinrich Mann en de half-Braziliaanse Julia da Silva-Bruhns. Hij was de jongere broer van schrijver Heinrich Mann (1871-1950). Verder had hij twee jongere zusters, Julia en Carla, en een jongere broer Viktor. Thomas beschreef zijn kindertijd later als gelukkig en zorgeloos. Het aanzien en de status van zijn familie rustten hem uit met trefzekere manieren en een verfijnde smaak, die hem de rest van zijn leven zouden kenmerken. Een dieptepunt was, in 1891, zijn vaders overlijden door blaaskanker. In het testament bepaalde hij dat het door hem opgerichte bedrijf en het familiehuis verkocht moesten worden. De familie Mann kon dan leven van de rente van de verkoop.

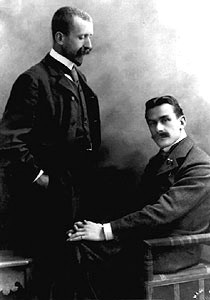
Heinrich en Thomas Mann, 1899

Thomas Mann bleek geen vlijtige leerling, hoewel hij duidelijk begaafd was. Hij schreef liever, bijvoorbeeld voor het tijdschrift Der Frühlingssturm, waarvan hij in 1893 mede-uitgever werd. Hij was zich al vroeg bewust van zijn roeping als schrijver, zoals blijkt uit een bewaard gebleven brief uit 1889, waarin de veertienjarige afsluit met "Thomas Mann, lyrisch-dramatisch dichter". In 1894 verliet hij het gymnasium en verhuisde naar München, waar zich inmiddels ook zijn moeder en de andere kinderen gevestigd hadden.
De voogd van Thomas bepaalde dat hij na het gymnasium een burgerlijk beroep moest kiezen. Hij accepteerde dit en ging voor een verzekeringsmaatschappij werken: saai en pretentieloos werk, naar zijn mening. Hij bleef dan ook stiekem schrijven en debuteerde in 1894 met de novelle Gefallen, in het tijdschrift Wohlgefallen.
In 1895 stopte Mann met zijn werk bij de verzekeringsmaatschappij en begon aan een studie aan de Technische Hochschule te München. Maar ook die kon hem niet boeien. Toen Thomas Mann op zijn 21ste meerderjarig werd en hem het geld van zijn vaders erfenis ter beschikking kwam, had hij genoeg van school en werk en besloot hij definitief om schrijver te worden.

### Eerste publicaties, Buddenbrooks
In 1895 reisde Thomas in een impulsieve bui zijn broer Heinrich achterna, die zich inmiddels in Italië had gevestigd. Hij verbleef eerst een tijdje in Rome en huurde daarna, samen met zijn broer, een huisje in het nabijgelegen stadje Palestrina. Daar verbleven ze uiteindelijk twee jaar. Later zou Thomas deze periode beschrijven als "volledig pessimistisch-moralistisch, anti-hedonistisch, samengesteld uit indolentie, een slecht burgerlijk geweten en het geruststellende gevoel van sluimerende capaciteiten".
Thomas schreef in Italië een aantal novellen, waaronder Der kleine Herr Friedemann. Evenals Heinrich werkte hij rond deze tijd ook af en toe voor Das Zwanzigste Jahrhundert – Blätter für deutsche Art und Wohlfahrt, een nationaal-conservatief Duits tijdschrift met een antisemitische inslag. Hij schreef kritische en recenserende bijdragen, maar de toon van het blad stond hem al snel tegen. In 1898 verruilde hij het blad voor het tijdschrift Simplicissimus, waarvan hij een jaar lang redacteur zou blijven.
Reeds tijdens zijn verblijf in Palestrina begon Thomas Mann aan zijn groots opgezette realistische Bildungsroman Buddenbrooks - Verfall einer Familie. De roman werd medio 1900 voltooid en verscheen uiteindelijk in 1901. Gebruik makend van zijn eigen familiegeschiedenis verhaalt Thomas Mann hierin van de ondergang in de loop van vier generaties van een Lübeckse koopmansfamilie. Duidelijk herkenbaar is Schopenhauers cultuurpessimisme, zich uitend in een grote sensibiliteit, kunstzinnigheid en een zekere decadentie. In de structuur is de invloed van Leo Tolstoj herkenbaar. Binnen het beschreven milieu is een voortdurende spanning waarneembaar tussen het zakelijke en het artistieke. Een opvallend aspect van deze roman is het ontbreken van gemoraliseer: ondanks de neergang blijft een onmiskenbare sympathie van de schrijver herkenbaar voor vrijwel al zijn romanfiguren, hoe verschillend ook.

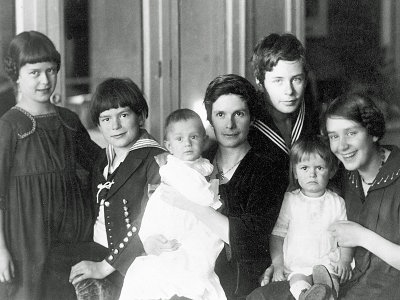
Katia Mann in 1919 met Monica, Golo, Michael, Klaus, Elisabeth en Erika

Buddenbrooks werd al snel een succes en vestigde direct de naam van Thomas Mann als groot literator. Creatief gezien echter betekende het succes aanvankelijk een stap terug voor de schrijver. De uitdaging van de in zijn eigen woorden "veeleisende maatstaf die de roem met zich meebracht" werkte aanvankelijk alleen maar verlammend. Hoewel hij in enkele novellen zoals Tonio Kröger (1903) onmiskenbaar zijn bijzondere talent toonde, duurde het nog bijna 25 jaar alvorens hij een nieuwe grote roman publiceerde. Zijn kortere roman Koninklijke hoogheid uit 1909 haalde niet het niveau van zijn Buddenbrooks en verraadt een "geforceerd zoeken naar geschikte onderwerpen".

### Huwelijk en kinderen
Na het succes van Buddenbrooks vestigde Thomas Mann zich definitief in München. In 1905 huwde hij, ondanks homoseksuele neigingen, Katharina Hedwig „Katia“ Pringsheim (1883–1980), dochter van een hoogleraar wiskunde en een bekend Wagneriaan. Hij koos daarmee voor een ordelijk en min of meer burgerlijk leven, waarbij Katia vooral de zakelijke kant voor haar rekening zou nemen. Later zou hij over haar schrijven als "de vrouw die mijn leven deelt, dat voor alles geduld eisende, maar gemakkelijk te ontkrachten en te ontregelen leven, waarvan ik niet weet hoe het zich zonder de teder-energieke bijstand van deze buitengewone gezellin staande zou hebben gehouden".
Thomas en Katia kregen zes kinderen, van wie er velen zelf een bekend schrijver of wetenschapper werden.
| Naam               | Beroep                           | Geboren.         | Overleden        |
| ------------------ | -------------------------------- | ---------------- | ---------------- |
| Erika              | actrice, schrijver               | 9 november 1905  | 27 augustus 1969 |
| Klaus              | schrijver                        | 18 november 1906 | 21 mei 1949      |
| Golo               | schrijver, geschiedkundige       | 29 maart 1909    | 7 april 1994     |
| Monika („Mönle“)   | schrijver                        | 7 juni 1910      | 17 maart 1992    |
| Elisabeth („Medi“) | schrijver, jurist                | 24 april 1918    | 8 februari 2002  |
| Michael („Bibi“)   | musicus, literatuurwetenschapper | 21 april 1919    | 1 januari 1977   |

### Dood in Venetië, Toverberg, van conservatisme naar humanisme

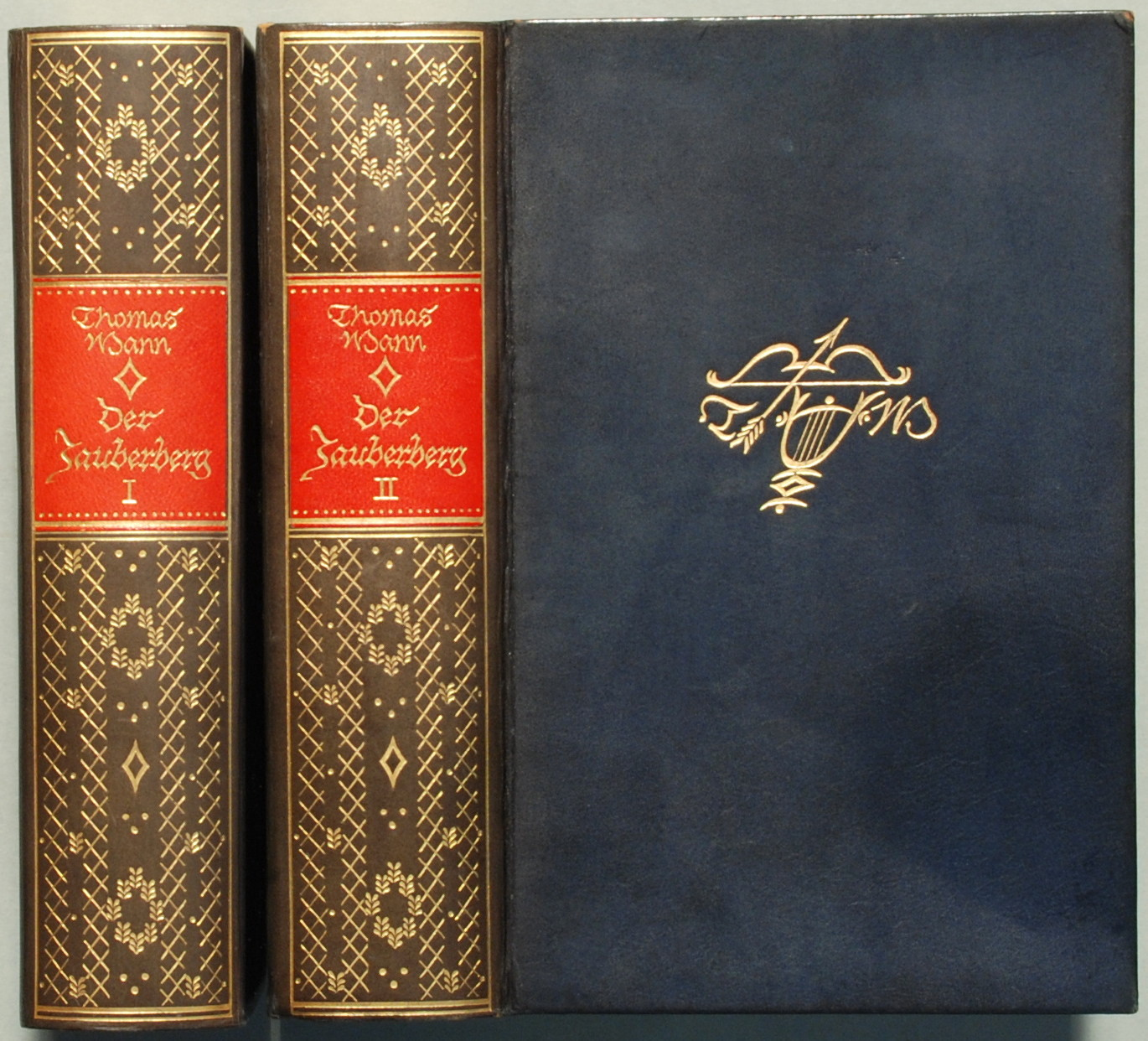
Eerste editie van De Toverberg, 1924

In 1912 werd bij Katia tuberculose geconstateerd, waarvoor ze langdurig in een sanatorium in Davos behandeld zou worden. Tijdens zijn bezoeken aan haar snoof Mann de sfeer op die hij later gebruikte als basis voor zijn grote ideeënroman De Toverberg, waaraan hij in 1913 begon en die hij pas in 1924 afrondde.
Mann begon pas goed te werken aan De Toverberg nadat hij de novelle De dood in Venetië in juli 1912 had voltooid, die als een hoogtepunt wordt beschouwd binnen zijn kortere werk. Het is het verhaal van een eminent en pragmatisch kunstenaar, Gustav von Aschenbach, die in een opwelling afreist naar het door cholera geteisterde Venetië en daar verliefd wordt op een mooie jongeling. Terwijl hij toegeeft aan steeds ongeremdere dromen wordt hij door de decadente en door ziekte bezwangerde Venetiaanse omgeving meegesleurd in de dood, hetgeen hij uiteindelijk aanvaardt als een romantisch noodlot.
Net als Von Aschenbach reist Hans Castorp in het begin van De Toverberg naar een 'andere wereld' met een andere beleving van de tijd, een wereld waarin hij een reeks van grenzen zal overschrijden die hem zullen scheiden van alles wat hem vertrouwd is. Uiteindelijk zal dit symbolisch blijken voor de tijdsbreuk die de Eerste Wereldoorlog teweegbrengt.
Ook voor Mann zelf betekende het werken aan De Toverberg het uitwerken en veranderen van diep gewortelde opvattingen. De Eerste Wereldoorlog betekende onder andere een ommekeer in zijn wereldbeschouwelijke ontwikkeling, van niet politiek geïnteresseerd tot conservatief democratisch liberaal. Dit blijkt in eerste instantie uit Betrachtungen eines Unpolitischen (1918), waarin hij zich aangetrokken toont tot de Duits-conservatieve cultuur, die berust op de romantiek van Eichendorff’s Taugenichts, Wagner, het nationale en de jeugd. Vanuit dat perspectief bezag hij op nog altijd bijna poëtische wijze het Duitse ideaal. "Wat ik wens is dat de overwinning van het politieke Pruisendom Duitsland zal democratiseren en uit de duisternis moge halen, zonder het te nivelleren", zo schreef hij in nog 1923: "Wat Europa thans nodig zou hebben is de verlichte dictatuur".
Later in de jaren twintig trad Mann geleidelijk echter steeds meer uit zijn dichterlijke isolement. Hij liet, deels onder invloed van stevige polemieken met zijn meer activistisch ingestelde broer Heinrich, zijn conservatieve standpunten meer en meer varen en ontwikkelde zich meer en meer tot een strijdbaar humanist. Daarmee schaarde hij zich in eerste instantie ook achter de idealen van de Weimarrepubliek om uiteindelijk te kiezen voor de hoogste graad van vrijheid en liberaliteit.
Mann’s innerlijke ideologische strijd tussen het conservatisme en het humanisme wordt in De Toverberg duidelijk weerspiegeld in de diepgravend filosofische, maar met veel humor gebrachte twistgesprekken tussen de personages Settembrini en Naphta.

### Nobelprijs voor Literatuur

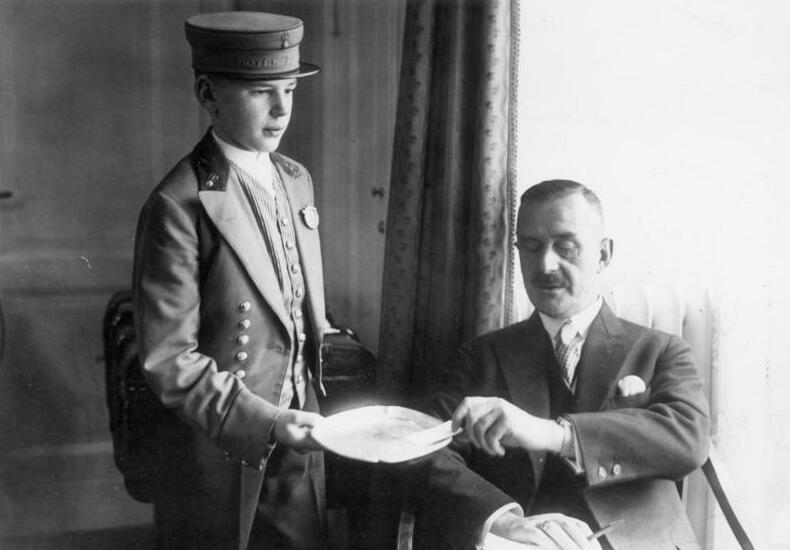
Thomas Mann in Hotel Adlon, 1929

In 1929 kreeg Mann de Nobelprijs voor Literatuur uitgereikt. De toekenning van de prijs kwam niet als een verrassing, aangezien er al jaren over werd gespeculeerd en er in 1927 zelfs al min of meer op was gerekend. Mann toonde zich echter ten zeerste verbaasd over de motivering van de Zweedse Academie: ze prezen zijn inmiddels meer dan 25 jaar oude Buddenbrooks-roman, maar gingen vrijwel geheel voorbij aan De toverberg, met name omdat de Zweedse criticus en academielid Fredrik Böök dat boek geen eerbetoon waardig achtte. Niettemin nam hij de prijs met dankbaarheid in ontvangst.

### Ballingschap, Lotte in Weimar, Jozef en zijn broers

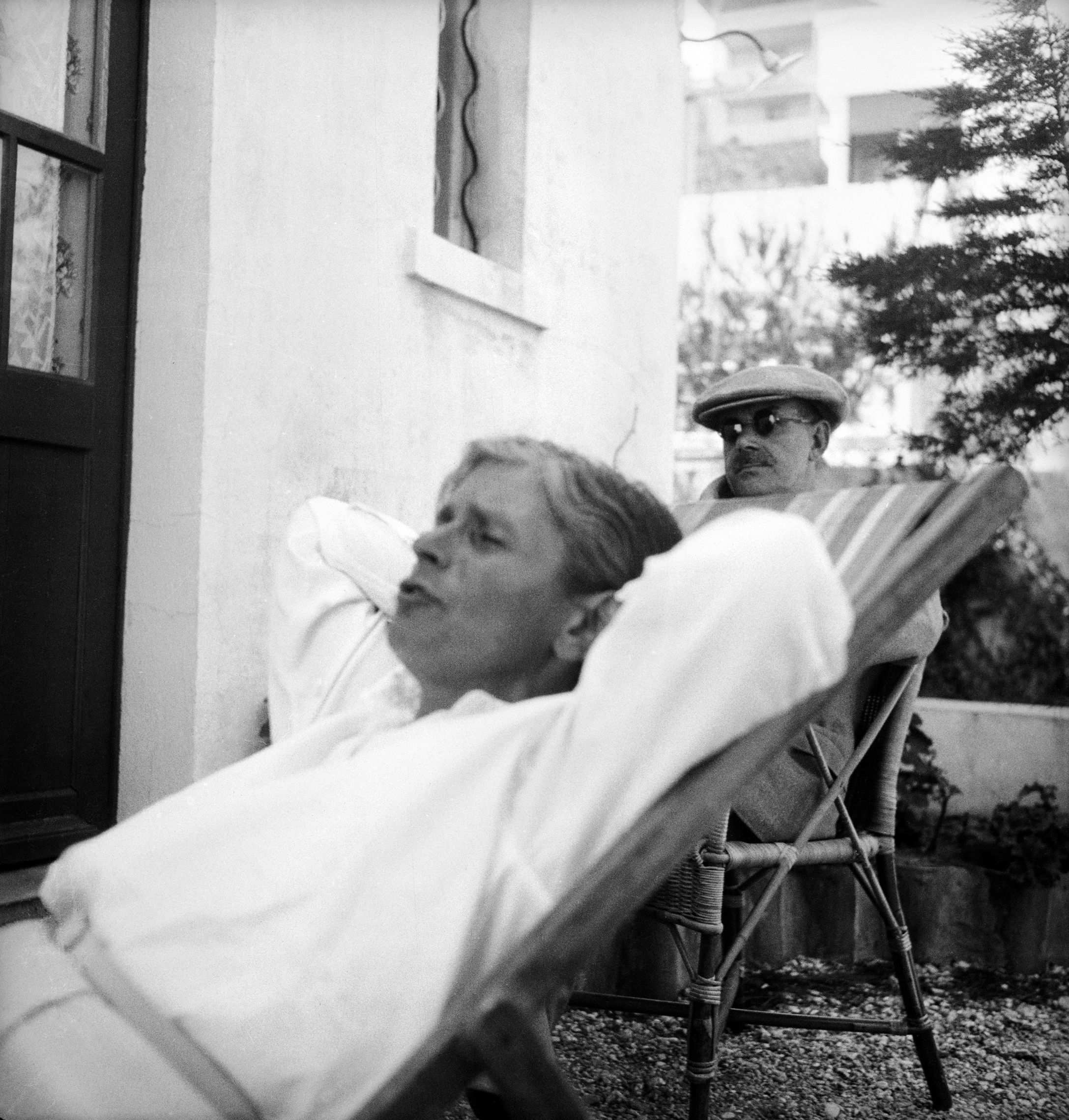
Katia en Thomas Mann
Foto Annemarie Schwarzenbach, 1933

In de late jaren twintig schreef Thomas Mann tal van belangrijke essays waarin hij zijn ideologische standpunten nader bepaalde. Politiek gezien trachtte hij met name Duitsland en Frankrijk nader tot elkaar te brengen. Ook toonde hij zich rond 1930 nadrukkelijk tegenstander van het opkomende nationaalsocialisme en antisemitisme, mede omdat zijn vrouw Katia half-Joods was en er duidelijk last van had. In 1930, na de verkiezingswinst van de nationaalsocialisten, sprak hij in een rede uit te hopen "dat door de samenwerking van burgerdom en socialisme het fanatisme van het fascisme zal worden afgewezen". In 1933 moest hij echter ervaren dat zijn humanistisch-liberale idealen tot niets hadden geleid en trok hij zich teleurgesteld weer voor jaren terug in zijn werk. Een gebeurtenis die mede aan deze reactie ten grondslag lag waren de boekverbrandingen in mei 1933, waarbij weliswaar niet zijn eigen werk, maar wel dat van Heinrich en zijn zoon Klaus op de brandstapels belandden.
In 1933 verliet Thomas Mann op aandringen van zijn kinderen Klaus en Erika München en woonde voornamelijk in Zwitserland. In 1936 koos hij definitief en openlijk voor de vrijwillige ballingschap, nam het Tsjechoslowaaks staatsburgerschap aan en ging wonen in Zürich. Hij wijdde zich vooral aan het schrijven en gaf van 1937 tot 1940 het bekende emigrantentijdschrift Masz und Werth uit.
Toen Mann in de loop van de jaren dertig merkte dat het nationaalsocialisme zich geleidelijk meester had gemaakt van zijn eerdere idealen, de jeugdliefde voor romantiek, Nietzsche en Wagner, greep hij eind jaren dertig steeds meer terug op de anti-romantische, klassiek-humanistische kracht van de Duitse traditie. Uiting daarvan is zijn esthetisch mooie, erudiete maar ook licht spottende roman Lotte in Weimar (1939), waarin hij op basis van een enorme belezenheid en feitenkennis de ontmoeting beschrijft van de oud geworden Goethe en de eveneens oud geworden Lotte uit diens Werther.
Een andere literaire prestatie van formaat leverde Mann in de jaren dertig met de tetralogie Jozef en zijn broers (1933-1943), waarin hij in zijn eigen woorden "zonder pathos en religieuze gloed" verhaalt over de Bijbelse levens van Jakob in het eerste deel en Jozef (Genesis 37-50) in de drie volgende delen. Inspiratie voor het werk dat in de Nederlandse vertaling in één band werd uitgegeven, vormde een uitspraak van opnieuw Goethe, die deze verhalen ooit prees, maar ze te kort noemde en aangaf behoefte te voelen ze tot in detail uit te schrijven. Het complete werk is een literaire parafrase van Genesis 27-50.

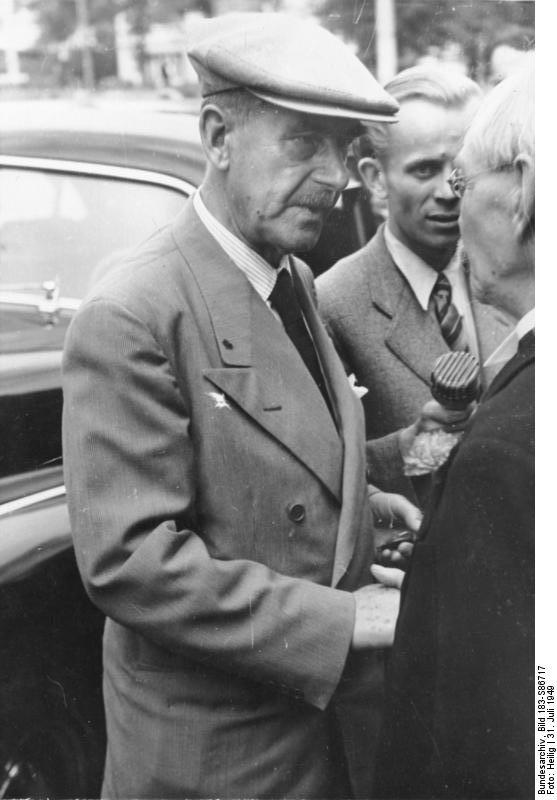
Thomas Mann, 1949

### Naar Amerika, Doctor Faustus, terugkeer naar Europa
Eind 1938 vertrok Thomas Mann met zijn vrouw en dochter Elisabeth naar de Verenigde Staten. Later voegde ook Erika zich bij hen. Toen hem bij aankomst werd gevraagd of het hem zwaar viel zo ver van Duitsland te moeten leven antwoordde hij met de gevleugelde zinsnede: "Het is moeilijk te dragen, maar <…> waar ik ben is Duitsland. Ik draag de Duitse cultuur in mij". Aanvankelijk vestigde hij zich in New York, waar hij doceerde aan Princeton-university, twee jaar later ging hij naar Californië. In 1944 verwierf hij het Amerikaans staatsburgerschap.
Vanaf eind jaren dertig had Mann zich, mede onder druk van zijn dochter Erika, publiekelijk ontwikkeld tot een energiek antifascist en sprak zich onder meer "met schaamte en walging" uit tegen de Verdrag van München in 1938. Hij speelde deze rol met verve en kreeg wereldwijd bekendheid als de Duitser "die de goede kant koos". In een hele reeks toespraken en radiovoordrachten stelde hij het "andere Duitsland" (klassiek, filosofisch) tegenover het nationaalsocialisme. Deze houding bereikt in literaire zin haar hoogtepunt in een analyse van de fascistisch-demonische trekken van de Duitse aard in zijn roman Doctor Faustus (verschenen in 1947). In deze filosofische roman over de fictieve demonische componist Adrian Leverkühn, verkent Mann het idee dat toewijding aan de kunst kan verworden tot een contract met de duivel, waarmee hij zich tevens rekenschap tracht te geven van de romantisch-muzikale, maar tegelijkertijd nihilistische factoren binnen de Duitse traditie. In Doctor Faustus geeft Thomas Mann ook eens te meer blijk van zijn grote kennis van klassieke muziek.
De jaren na 1947 worden geestelijk en literair gekenmerkt door een zekere ontspanning. Op het diepgravende Doctor Faustus volgde bijvoorbeeld een roman als Felix Krull (1954), waarin het louter literaire en humoristische weer de overhand krijgen. Politiek gezien toont hij zich in deze jaren opvallend tolerant. Privé was er een dieptepunt toen zijn zoon Klaus zich in 1949 te Cannes het leven benam. Mann bevond zich op het tijdstip van Klaus' overlijden samen met Katia in Stockholm, maar besloot niet naar de begrafenis te gaan.
In 1948 overleed ook Manns jongere broer Victor en een jaar later Heinrich, met wie hij soms in een gespannen verhouding had geleefd.
In 1952 keerde Mann met zijn vrouw Katia en dochter Erika terug naar Zwitserland. Ze gingen weer wonen bij Zürich, aan het meer. Mann werd in Europa onthaald als een "groot man" en ontving in tal van onderscheidingen en meerdere eredoctoraten. In Duitsland zelf stuitte zijn moralistische opstelling met name onder intellectuelen echter op nogal wat onbegrip, waaronder hij overigens behoorlijk gebukt kon gaan.

### Laatste levensjaren, dagboeken
Manns laatste jaren stonden vanuit persoonlijk perspectief in het teken van een zekere strijd tussen zijn behoefte aan rust, versterkt door zijn geregelde depressieve buien, en zijn neiging om te willen behagen, zich uitend in het altijd toch weer toegeven aan de talloze verzoeken om voordrachten te geven of anderszins ergens te komen opdraven. "Ik kan het niet helpen, ik heb nu eenmaal iets van de virtuoos en de toneelspeler in mij", zo schreef hij hierover in 1953 aan Katia.
In juli 1955 verbleef Mann met zijn vrouw in Noordwijk aan Zee, deze keer louter voor zijn eigen ontspanning. Hij kreeg er pijn in zijn been en er werd trombose gediagnosticeerd. Hij keerde terug naar Zwitserland voor verdere behandeling, maar zijn toestand verslechterde. “Het lijkt alsof ik het Toverberg-tijdperk weer ben ingetreden”, schreef hij aan Theodor Adorno. Hij stierf op 12 augustus 1955 te Zürich aan de gevolgen van arteriosclerose.
Thomas Mann werd begraven in Kilchberg.
Twintig jaar na Manns dood, in 1975, verschenen zijn dagboeken (periodes 1918-1921 en 1933-1955). Zij geven niet alleen veel informatie die van belang is voor een begrip van zijn werk, maar ook een diepgaand beeld van de mens achter de schrijver. Mann blijkt een dikwijls gekweld persoon, voortdurend onderhevig aan irritaties en complexen. Aan de ene kant zien we hem gestaag aan zijn oeuvre bouwen, aan de andere kant vervalt hij vaak in gepieker over klein dagelijks ongemak. Ook worstelt hij met zijn (homo-)erotische belangstelling, die naar buiten verborgen moest blijven, maar van binnen bleef branden. Met betrekking tot de ontbrekende dagboeken (1922-1932) wordt wel gesuggereerd dat hij deze vernietigd zou hebben vanwege de al te homoseksuele inhoud.

## Bibliografie (selectie)

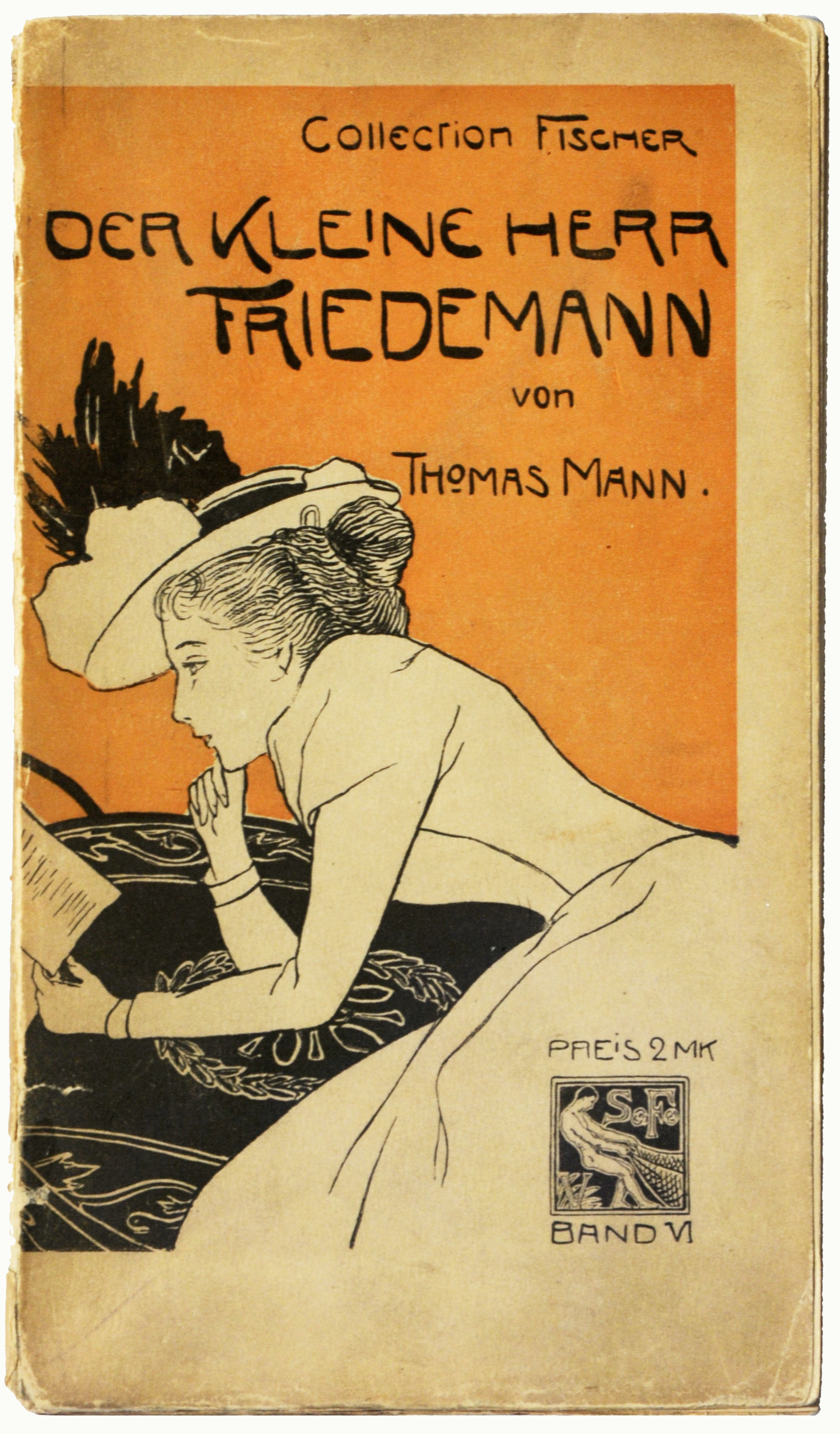
Der kleine Herr Friedemann (1898)